# Альфонс Ґемузеус
Альфонс Ґемузеус (8 травня 1898 — 28 січня 1981) — швейцарський вершник.
Олімпійський чемпіон 1924 року в індивідуальному конкурі, срібний призер 1924 року в командному конкурі.